# Râul Bilca Mică
Râul Bilca Mică (în ucraineană Білка Мик/Білка-Міке, transliterat: Bilka Mîk/Bilka-Mike) este un curs de apă, afluent al râului Bilca Mare. Pe râu, în Ucraina se află două lauri amenajate.

## Hărți
- Harta județului Suceava